# 4984 Patrickmiller
4984 Patrickmiller è un asteroide della fascia principale. Scoperto nel 1978, presenta un'orbita caratterizzata da un semiasse maggiore pari a 2,2541914 UA e da un'eccentricità di 0,2087042, inclinata di 1,97412° rispetto all'eclittica.
L'asteroide è dedicato allo statunitense Patrick J. Miller, professore di matematica all'Università Hardin-Simmons di Abilene in Texas.